# 1984年の全日本F3選手権
1984年の全日本F3選手権（1984ねんのぜんにほんF3せんしゅけん）は、1984年（昭和59年）3月10日 - 11日に鈴鹿サーキットで開幕し、同年11月2日 - 3日に鈴鹿サーキットで閉幕した全8戦による1984年シーズンの全日本F3選手権である。
シリーズチャンピオンは兵頭秀二が獲得した。

## 概要

### フラットボトム化を1年前倒し導入
翌1985年シーズンから、開催される各国での施行が決まっていたF2およびF3でのフラットボトム化に先駆けて、日本F3協会では1年早くこの年からマシンのイコールコンディション化を目標にフラットボトム化を導入した。これは前年の全日本F3選手権で1戦平均10台に満たなくなった参戦台数の減少に大きな危機感を持った日本F3協会が、検討の結果この施策導入によりガレージの奥に眠っていたかつての参戦マシンを再び参戦させることに成功し、開幕戦では前年平均の倍となる16台のエントリーとなった。前年はウイングカーであるラルト・RT3やハヤシ・322でなければ優勝する権利を持たなかったが、フラットボトム化により旧マシンであるマーチ・783や793、803でも上位争いが可能なシーズンとなった。
なお、ウイングカーであるラルト・RT3やハヤシ・322で参戦する場合は、ラルトでの参加者の場合サイドポンツーン下部をアルミ板で塞ぎフラット化する対処がされ、これだとシャシーメンテナンスの場合もサイドポンツーンごと取り外せるため加工も簡素で済み作業効率も良好なまま保たれた。ハヤシ系シャシーの場合はFRP製のアンダーカウルがハヤシカーズにより用意され、これをシャシーに接続してフラット化。その上にラジエターをマウントする参加者が多かった。ハヤシ・320と322はシャシー構造体であるサイド・ウイングを取り外せる構造だったので、それを外し下部に新たなFRPアンダーパネルを装着することになるため車重の変化もほとんどなかった。開幕戦ではフラットボトム化の効果もあり旧マシンでも最新シャシーと互角に戦える場面も目立ち、ポール・ポジションを約5年落ちのマシンであるマーチ・793を操る山田英二が獲得するなど、F2やGCへの登竜門として欠かせないカテゴリーである全日本F3に多くの選手が出場しやすい環境を整備したい日本F3協会の意向が反映されたシーズン開幕となった。

### 参戦エンジンが3メーカーに
使用されるエンジンはトヨタ・2T-Gエンジンのほぼワンメイクの状況だったが、前年の終盤戦からは欧州での最強エンジンであるフォルクスワーゲン・GXエンジン（フォルクスワーゲン・ゴルフのエンジンをベースに2000ccへとボアアップしたもの）をコックススピード（小幡栄・佐藤浩二）が全日本F3に投入開始していた。この年は佐藤が最終戦で自身及びVWエンジンにとっての全日本F3初優勝を挙げ、ランキング3位を獲得するなど優勝争いに食い込み始めた。シーズン途中からはかねてより開発が報じられていた日産・FJ20エンジンが参戦開始し、エンジンは3メーカーとなった。FJ20エンジンはまだ開発途上で、トヨタ・2T-Gより重量で20kg重く、長さで50mm長いというハンデがあったが、F3の吸気制限があるレギュレーション下でもそのパワー特性面で伸びしろが期待されていた。

### 主な参戦ドライバー
FJ1600からステップアップしF3デビューとなる森本晃生は、F2ドライバー松本恵二の主宰する「メイジュ スポーツ」に所属しアドバイスを受けていた。シーズン開幕前にラルト・RT3を購入したが、これは前年のイギリスF3選手権でアイルトン・セナがスペアマシンとして使用していたシャシーであった。この森本のほか、松田秀士、兵頭秀二、佐藤浩二もこの年F3デビュー。開幕戦鈴鹿で兵頭、第3戦富士で松田、最終戦鈴鹿で佐藤がF3初年度で初勝利を挙げるなど、前年最も少ない時で4台のみでレース開催となっていたことからするとシリーズは大いに活気を取り戻した。
前年ランキング2位となったが開幕時までにレギュラーシートを得られなかった鈴木亜久里はレースをやめることも考えていたが、エンジンメンテナンスを依頼していたトムスの舘信秀から「辞めてしまうのはもったいない」と日産系であるセントラル20の柳田春人を紹介され、柳田の伝手により日産・FJ20エンジンのテストドライバーとなった。このエンジンの実戦投入開始に伴い、亜久里は第6戦から全日本F3選手権へ復帰し、その2戦目となる第7戦筑波で優勝しFJ20エンジン初勝利を飾った。
シリーズチャンピオンはF3デビュー戦である開幕戦・鈴鹿でデビューウィンを達成した兵頭秀二が、中盤戦ではポイント獲得に苦しんだが終盤戦に3連続2位とポイントを伸ばし王座を獲得した。

## エントリーリスト
| 車番 | ドライバー                                    | 車名（シャシー／エンジン）                                                           | タイヤ | エントラント                 |
| ---- | --------------------------------------------- | ------------------------------------------------------------------------------------ | ------ | ---------------------------- |
| 1    | 赤木広一                                      | ハヤシ322 （ハヤシ322／トヨタ2T-G）                                                  | B      | ハヤシレーシングチーム       |
| 2    | 森本晃生                                      | LEHNLEC UNICON WEK-K2 RT-3 → AUTO CALAZ RT3 （ラルトRT3／トヨタ2T-G）                | B      | Meiju Sports                 |
| 3    | 奥村晃三（第1,2,4 - 8戦） → 北川昌志（第3戦） | 佐川急便ラルト （ラルトRT3／トヨタ2T-G）                                             | B      | HIRO-RACING                  |
| 5    | 完山一男（第1 - 3戦）                         | ミレミリアレーシングマーチ （マーチ783／トヨタ2T-G）                                 | Y      |                              |
| 6    | 吉川とみ子                                    | ポルカモーレオートバックスユニコン320 （ハヤシ320／トヨタ2T-G）                      | B      | マリブモータースポーツクラブ |
| 7    | 三宅一彦（第1,4,6,8戦）                       | オスカーT4 （オスカーT4／トヨタ2T-G）                                                | D      | オスカーレーシング           |
| 8    | 田原浩一（第1,3 - 8戦）                       | マツシロラジオトロンマーチ （マーチ831／トヨタ2T-G）                                 | Y      | チームバンダイ               |
| 9    | 安田耕三（第1戦） → 有馬健一（第3戦）         | RSロンドーマーチ783 （マーチ783／トヨタ2T-G）                                        | Y      |                              |
| 10   | 藤村年男（第5戦）                             | マーチ793 （マーチ793／ニッサンFJ20）                                                | D      |                              |
| 10   | 福山英夫（第6 - 8戦）                         | スポットラルトRT-3 （ラルトRT3／トヨタ2T-G）                                         | D      | オスカーレーシング           |
| 11   | 中川隆正（第1,3 - 8戦）                       | パパ&ママ320 → ガラニン320 → AUTORAMAザ・オーディション320 （ハヤシ320／トヨタ2T-G） | D      | TEAM・KITAMURA               |
| 15   | 小幡栄（第1戦） → 佐藤浩二（第3 - 8戦）       | コックスワーゲンモータースポーツラルト （ラルトRT3／VW GX）                          | B      | コックススピード             |
| 16   | 山田英二（第1,3 - 8戦）                       | LOGOS PENTAGO 東名マーチ → セトラブレーシング 東名マーチ （マーチ793／トヨタ2T-G）   | Y      | 山田英二                     |
| 17   | 松田秀士                                      | タケシプロジェクトマーチ793 → タケちゃんのスーパーマシン （マーチ793／トヨタ2T-G）   | Y      | TAKESHI PROJECT              |
| 18   | 近藤芳光（第1,3,4,6,8戦）                     | カーファミリー&プロトマーチ （マーチ783／トヨタ2T-G）                                | B      | 刈谷カーファミリー           |
| 23   | 鈴木亜久里（第6 - 8戦）                       | キヤノンマーチ793 （マーチ793／ニッサンFJ20）                                        | D      | セントラル20レーシングチーム |
| 24   | 近江太郎（第2 - 8戦）                         | TEAM ROMAN RALT RT-3 （ラルトRT3／トヨタ2T-G）                                       | Y      | 近江太郎                     |
| 25   | 中山博（第6戦）                               | バーダルチームエコマーチ （マーチ783／トヨタ2T-G）                                   | D      |                              |
| 27   | 井倉淳一（第4,6,8戦）                         | サルンードマリコマーチ793 → L・M・SPORTSマリコ793 （マーチ793／トヨタ2T-G）          | D      | HIRO-RACING                  |
| 30   | 江見和男（第4,6,8戦）                         | セントラルサプライ興和783 （マーチ783／トヨタ2T-G）                                  | B      | 株式会社興和モータース       |
| 31   | 兵頭秀二（第1,3 - 8戦）                       | HAYASHI322 → Virginia Slim light-322 （ハヤシ322／トヨタ2T-G）                       | Y      | TEAM・KITAMURA               |
| 32   | 鏑木尊義（第7戦）                             | マーチ803B （マーチ803B／トヨタ2T-G）                                                | D      |                              |
| 66   | 小倉良幸（第1,4,6,8戦）                       | バルボリンマーチ → ALCANマーチ （マーチ803改／トヨタ2T-G）                           | B      | 紀の国屋レーシング           |

タイヤ：B
＝ブリヂストン、D
＝ダンロップ、Y
＝横浜ゴム

## スケジュールおよび勝者
|       | 決勝日   | 開催サーキット     | 勝者       | ポールポジション | ファステストラップ |
| ----- | -------- | ------------------ | ---------- | ---------------- | ------------------ |
| 第1戦 | 3月11日  | 鈴鹿サーキット     | 兵頭秀二   | 山田英二         | 兵頭秀二           |
| 第2戦 | 4月1日   | 西日本サーキット   | 森本晃生   | 奥村晃三         | 奥村晃三           |
| 第3戦 | 4月15日  | 富士スピードウェイ | 松田秀士   | 佐藤浩二         | 松田秀士           |
| 第4戦 | 5月27日  | 鈴鹿サーキット     | 山田英二   | 山田英二         | 山田英二           |
| 第5戦 | 6月17日  | 筑波サーキット     | 中川隆正   | 佐藤浩二         | 中川隆正           |
| 第6戦 | 9月23日  | 鈴鹿サーキット     | 山田英二   | 山田英二         | 山田英二           |
| 第7戦 | 10月14日 | 筑波サーキット     | 鈴木亜久里 | 田原浩一         | 鈴木亜久里         |
| 第8戦 | 11月3日  | 鈴鹿サーキット     | 佐藤浩二   | 山田英二         | 佐藤浩二           |

## シリーズポイントランキング
| 順位     | 1位 | 2位 | 3位 | 4位 | 5位 | 6位 | 7位 | 8位 | 9位 | 10位 |
| ポイント | 20  | 15  | 12  | 10  | 8   | 6   | 4   | 3   | 2   | 1    |
| -------- | --- | --- | --- | --- | --- | --- | --- | --- | --- | ---- |

- ベスト6戦の有効ポイント制
- 出走7-10台の場合は、1-6位に15-12-10-8-6-4のポイントが与えられ、7位以下は無得点（第2戦西日本大会で適用）。
- 太字はポールポジション、斜字はファステストラップ。(key)

| ランキング | No. | ドライバー | SUZ | NIS | FSW | SUZ | TSU | SUZ | TSU | SUZ | ポイント |
| ---------- | --- | ---------- | --- | --- | --- | --- | --- | --- | --- | --- | -------- |
| 1          | 31  | 兵頭秀二   | 1   |     | 9   | Ret | 5   | 2   | 2   | 2   | 75       |
| 2          | 16  | 山田英二   | 2   |     | 13  | 1   | 8   | 1   | 5   | 5   | 74       |
| 3          | 15  | 佐藤浩二   |     |     | 4   | 4   | 4   | 3   | 3   | 1   | 74       |
| 4          | 11  | 中川隆正   | 5   |     | 3   | 15  | 1   | 6   | 4   | 4   | 66       |
| 5          | 17  | 松田秀士   | 9   | 6   | 1   | 6   | 3   | 4   | Ret | 6   | 58 (60)  |
| 6          | 2   | 森本晃生   | Ret | 1   | 5   | 2   | 9   | 15  | 6   | 10  | 47       |
| 7          | 23  | 鈴木亜久里 |     |     |     |     |     | 5   | 1   | Ret | 28       |
| 8          | 3   | 奥村晃三   | 3   | 3   |     | 7   | Ret | 11  | 11  | 11  | 26       |
| 9          | 18  | 近藤芳光   | 6   |     | 10  | 3   |     | 9   |     | 8   | 24       |
| 10         | 8   | 田原浩一   | Ret |     | 7   | 11  | 2   | 8   | Ret | 13  | 22       |
| 11         | 1   | 赤木広一   | Ret | 2   | 6   | 9   | Ret | 13  | 10  | 15  | 21       |
| 12         | 6   | 吉川とみ子 | 7   | 4   | 8   | 8   | 10  | 12  | 9   | 12  | 21       |
| 13         | 27  | 井倉淳一   |     |     |     | 5   |     | 17  |     | 3   | 20       |
| 14         | 3   | 北川昌志   |     |     | 2   |     |     |     |     |     | 15       |
| 15         | 15  | 小幡栄     | 4   |     |     |     |     |     |     |     | 10       |
| 16         | 24  | 近江太郎   |     | Ret | 14  | 14  | 7   | Ret | 8   | 17  | 7        |
| 17         | 7   | 三宅一彦   | Ret |     |     | 10  |     | 7   |     | 9   | 7        |
| 18         | 5   | 完山一男   | Ret | 5   | 11  |     |     |     |     |     | 6        |
| 19         | 10  | 藤村年男   |     |     |     |     | 6   |     |     |     | 6        |
| 20         | 10  | 福山英夫   |     |     |     |     |     | 10  | Ret | 7   | 5        |
| 21         | 32  | 鏑木尊義   |     |     |     |     |     |     | 7   |     | 4        |
| 22         | 9   | 安田耕三   | 8   |     |     |     |     |     |     |     | 3        |
| -          | 30  | 江見和男   |     |     |     | 12  |     | 16  |     | 14  | 0        |
| -          | 9   | 有馬健一   |     |     | 12  |     |     |     |     |     | 0        |
| -          | 66  | 小倉良幸   | Ret |     |     | 13  |     | 14  |     | 16  | 0        |
| -          | 25  | 中山博     |     |     |     |     |     | Ret |     |     | 0        |